# Enron: The Smartest Guys in the Room
Enron – The Smartest Guys in the Room ist eine Dokumentation über eine der größten Firmenpleiten der US-amerikanischen Wirtschaftsgeschichte und deren Ursachen. Der 2005 veröffentlichte Dokumentarfilm beruht auf einer Buchvorlage von Bethany McLean und Peter Elkind. Beide werden im Abspann des Films als Autoren genannt zusammen mit dem Regisseur Alex Gibney. 2008 erschien die Original-DVD mit deutschen Untertiteln.
Durch konsequenten Bilanzbetrug bereicherten sich die verantwortlichen Manager des US-Energieriesen Enron und führten 2001 eine der größten Firmenpleiten der Wirtschaftsgeschichte herbei, die über 20.000 Arbeitsplätze und unter anderem den Pensionsfonds der Mitarbeiter im Wert von über zwei Milliarden Dollar vernichtete. Der Film behandelt den Zusammenbruch, der durch umfangreichen Bilanzbetrug der verantwortlichen Manager ausgelöst wurde. Auch zeigt der Film die Verstrickungen des Unternehmens in die kalifornische Stromkrise. Er beinhaltet Interviews mit den Autoren McLean und Elkind, mit ehemaligen Enron-Führungskräften, Enron-Brokern, Analysten, Journalisten, dem früheren Gouverneur von Kalifornien, Gray Davis, und enthält firmeneigene Aufnahmen von Mitarbeiterversammlungen sowie Originalmitschnitte aus den Anhörungen nach der Pleite.
Der Film gewann den Independent Spirit Awards 2006 als bester Dokumentarfilm und wurde 2006 für den Oscar nominiert.

## Handlung
Vor dem Hintergrund der später durchgeführten Anhörung werden die Karriere und die Skandale von Kenneth Lay, der 1985 Enron gründete, aufgezeigt. Bereits zwei Jahre nach der Gründung war Enron in einen Skandal verwickelt, als zwei Wertpapierhändler mit Firmengeldern riskante Geschäfte am Ölmarkt abschlossen. Außerdem wird berichtet, dass Enrons CEO, Louis Borget, Unternehmensgelder auf einen Offshore-Finanzplatz umleitete. Als bei einem Audit diese Machenschaften nicht aufgedeckt wurden, ermutigte Kenneth Lay seine Mitarbeiter „weitere Milliarden zu scheffeln“. Nachdem herauskam, dass durch dieses Vorgehen Enrons Reserven aufs Spiel gesetzt wurden und das Unternehmen am Rand des Ruins stand, wurden die Mitarbeiter einschließlich Louis Borget entlassen und wegen Untreue zu Gefängnisstrafen verurteilt. Obwohl er über die überaus riskanten Geschäfte informiert war, bestritt Kenneth Lay jegliche Verwicklung in diesen Skandal.
Kenneth Lay stellte dann einen neuen CEO ein, Jeffrey Skilling, der dafür sorgte, dass Enron sich von einem Energieerzeuger zu einem Unternehmen wandelte, das wie ein Börsenhändler an den Rohstoffmärkten mit Energie, vor allem Erdgas, handelte. Dabei wollte er Erdgas wie ein aktienähnliches Produkt kaufen und verkaufen. Doch vor allem sorgte er dafür, dass gewisse Projekte in der Bilanz neu und vor allem höher bewertet wurden („Mark to market“). So wurden langfristig zu erwartende Einkünfte direkt nach Abschluss des Vertrages als bereits vorhandene Einnahmen ausgewiesen, Schulden tauchten in den Büchern als Aktiva auf und Investitionen in materielle Projekte zahlten sich vermeintlich bereits aus, bevor diese überhaupt realisiert wurden. Dadurch konnte Enron subjektiv den Anschein erwecken ein hoch profitables Unternehmen zu sein.
Der Film schildert minutiös wie Skilling Enron seine sozialdarwinistische Sichtweise einer Unternehmensführung aufzwang, als er ein firmeninternes Überprüfungskomitee einsetzte. Dieses hatte die Vorgabe, jährlich 15 % der Mitarbeiter zu entlassen. Dazu stufte man die Mitarbeiter hinsichtlich ihrer Leistungsfähigkeit ein und feuerte dann die schwächsten, die als unzureichend für die Erreichung der Unternehmensziele eingeschätzt wurden. Dies führte zu einem starken Konkurrenzdenken im Unternehmen und einer extrem schlechten Arbeitsatmosphäre.
Skilling stellte sogenannte „Lieutenants“ ein, die die Umsetzung seiner Anweisungen im Unternehmen durchdrückten. Sie wurden intern „die Typen mit den Spikes“ genannt. Darunter waren J. Clifford Baxter, ein Manager, der als manisch-depressiv bekannt war sowie Lou Pai, CEO von Enron Energy Services. Pai war dafür bekannt, dass er mit Firmengeldern regelmäßig Besuche in Stripclubs bezahlte und angeblich sogar Stripperinnen in sein Büro einlud. Pai verkaufte seine Aktien für 250 Millionen Dollar und verließ danach überraschend das Unternehmen. Ungeachtet der Höhe dieser Summe, die Pai einstrich, machte das Tochterunternehmen, das er leitete, einen Verlust von einer Milliarde Dollar – eine Tatsache, die von Enron gedeckt wurde. Pai kaufte sich mit seinem Geld eine große Ranch in Colorado und wurde so der zweitgrößte Grundbesitzer in diesem Bundesstaat.
Während an der Börse durch die Internet-Blase die Kurse stiegen, versuchte Enron die Analysten durch das Erreichen der Quartalsziele zu täuschen. Manager pushten dabei den Kurs und versilberten danach ihre Aktienoptionen in einem Prozess, den sie „aufpumpen und wegschmeißen“ („pump and dump“) nannten.
Enron startet auch eine riesige PR-Kampagne in der sich das Unternehmen als profitabel und stabil präsentierte, obwohl sich ihre weltweiten Geschäfte schlecht entwickelten. Eine riesige Fehleinschätzung war der Aufbau der „Dabhol Power Plant“, einem Stromerzeuger in Indien. Dieser Betrieb wurde später stillgelegt und etwa eine Milliarde Dollar in den Sand gesetzt als letztlich nicht genügend Strom erzeugt werden konnte und kein Abnehmer für den erzeugten Strom gefunden wurde. Dennoch wurden Millionen Dollar an Bonuszahlungen an die leitenden Angestellten vorgenommen aufgrund der Grundlage der geschönten Absatzzahlen.
Des Weiteren investierte Enron in die Breitbandtechnologie, um darüber Filme zu verkaufen, sowie in den Verkauf von Wetterberichten; auch diese Engagements scheiterten. Trotzdem wurden weiterhin durch die Höherbewertung des Vermögens in der Bilanz nicht existierende Gewinne ausgewiesen.
Enrons Erfolg war auf dem Höhepunkt als es im Jahr 2000 als eines der Internet-basierten Unternehmen bezeichnet wurde, welches das Platzen der Dotcom-Blase erfolgreich überlebt hat. Außerdem wurde es vom Fortune-Magazin als das Unternehmen mit dem „höchsten Ansehen“ ausgezeichnet. Dennoch stellten Jim Chanos, ein Investor, und Bethany McLean, eine Fortune-Reporterin, aufgrund von Unregelmäßigkeiten in den Finanzberichten und Aktienbewertungen des Unternehmens diesen Erfolg in Frage. Skilling nannte McLeans Vorgehen daraufhin „unethisch“ und beschuldigte das Fortune-Magazin, dass die Reportage einer positiven Darstellung in der BusinessWeek entgegenwirken sollte. Dennoch wurde am Tag danach ein Treffen mit Andrew Fastow (CFO) und zwei weiteren Mitarbeitern vereinbart, bei dem mit Bethany McLean die Unstimmigkeiten ausgeräumt werden sollten. Später stellte sich heraus, dass Fastow ein Netzwerk von Scheinfirmen erfand, durch die er ohne das Wissen von Lay oder Skilling Enron um mehrere Millionen Dollar erleichtern und gleichzeitig die Schulden des Unternehmens verschleiern konnte. Fastow zog auch Vorteile aus der Gier von Investmentbanken wie Citibank und Merrill Lynch, die er dazu überredete in diese Scheinfirmen zu investieren, sodass Enron letztlich mit sich selbst Geschäfte abschließen konnte. Am Ende hatte Enron jedoch mehr als 30 Milliarden Dollar Schulden.
Es wird eingehend dokumentiert wie ein weiterer Skandal, den Enron auslöste, die Elektrizitätskrise in den Jahren 2000/2001 betraf. Nachdem 1996 die teilweise Deregulierung des Strommarktes beschlossen wurde, wusste Enron dies für sich zu nutzen. Man erwarb mit dem Kauf von „Portland General Electric“ den größten kalifornischen Stromerzeuger und stieg damit in die Stromproduktion ein. Allerdings wurde, wie bereits beim Erdgas, auch auf diesem Gebiet versucht, Strom als ein Produkt wie eine Aktie zu handeln, um damit vor allem den Preis hoch zu treiben. Enron exportierte nicht nur Strom in andere Bundesstaaten wenn der Preis hoch genug war. Man fuhr auch absichtlich die Produktion der eigenen Stromwerke herunter um die Preise noch höher zu treiben. Außerdem schloss man noch zusätzlich Wetten auf steigende Preise am Strommarkt ab, da man dies selbst beeinflussen konnte.
Der Film greift auf Originalunterlagen des Unternehmens zurück und zeigt interne Videoaufnahmen von Mitarbeiterversammlungen sowie Tonbandaufzeichnungen. Dadurch wird unter anderem dokumentiert, wie Jeffrey Skilling im April 2001, als das Ende des Unternehmens langsam näher kam, einen Analysten bei einer Telefonkonferenz beleidigt. Dieser hatte nachdrücklich darauf hingewiesen, dass Enron das einzige amerikanische Unternehmen sei, das keine Informationen über das eigene Barvermögen herausgibt.
Abgerundet werden die Aufnahmen durch einzelne gespielte Szenen, die zum Beispiel Situationen beim Glücksspiel darstellen und so eine Parallelität zu den dargelegten Informationen aufzeigen.

## Auszeichnungen
- Zweiter Platz beim Wettbewerb der Los Angeles Film Critics Association 2005
- Nominiert als „Bester Dokumentarfilm“ bei den Online Film Critics Society Awards 2005
- Gewinner des Independent Spirit Awards 2006
- Nominiert als „Bester Dokumentarfilm“ bei der Oscarverleihung 2006